# Oncocercosis

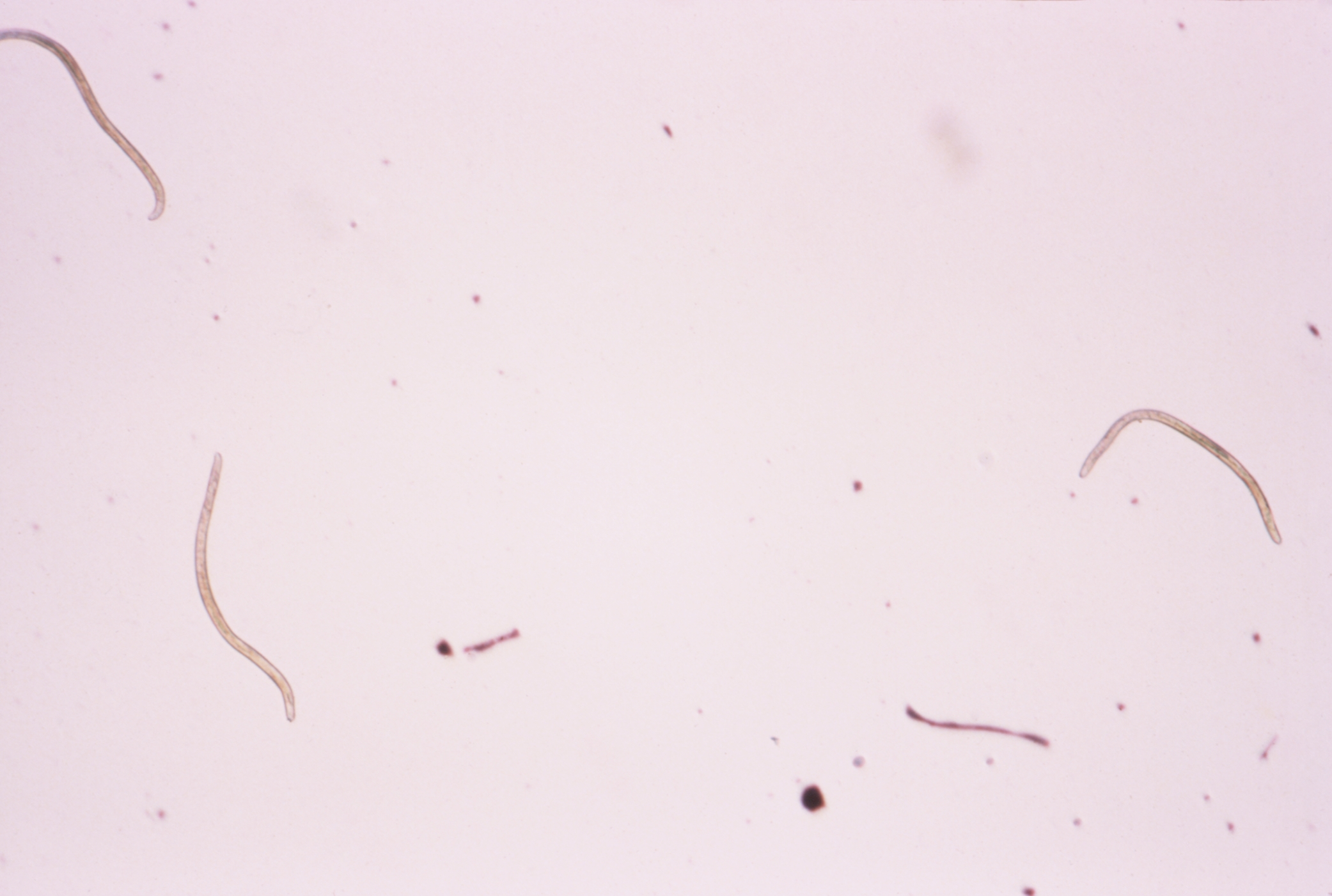
Onchocerca volvulus, el agente causante de la oncocercosis.

La oncocercosis es una enfermedad parasitaria crónica causada por un gusano nematodo llamado Onchocerca volvulus y transmitida por varias especies de moscas negras. Fue descubierta por el médico guatemalteco Rodolfo Robles Valverde en 1915. La infestación parasitaria de Onchocerca volvulus ocasiona lesiones potencialmente severas en la piel y los ojos. La oncocercosis es considerada la segunda causa principal de ceguera infecciosa en el mundo.

## Epidemiología
Alrededor del 99 % de los casos de oncocercosis ocurren en África. Hacia el 2008, alrededor de 18 millones de personas estaban infectadas con este parásito y alrededor de 300 000 personas habían quedado permanentemente ciegas. La oncocercosis es actualmente endémica en 30 países africanos, en Yemen y en algunas zonas de América del Sur.
Colombia logró ser el primer país en el mundo que eliminó por completo esta enfermedad de su territorio, según la Organización Panamericana de la Salud. Recientemente, Ecuador se convirtió también en el segundo país del mundo que se declaró libre de esta enfermedad. En Venezuela, la enfermedad ha sido eliminada en el foco amazónico que afectó principalmente a la población Yanomani.
Este padecimiento se eliminó en el foco norte del estado de Chiapas, en México, y también se determinó, después de varios años de tratamiento con ivermectina, que el foco de Oaxaca, México, en donde se encontró Onchocerca volvulus, quedó libre de la transmisión del parásito. Aún se encuentran casos en la sierra sur de Chiapas, en la región del Soconusco, donde se lleva a cabo esta estrategia de aplicación de ivermectina como profilaxis.
La enfermedad también fue erradicada en Níger.

## Patogenia
La forma adulta del gusano puede permanecer en nódulos del tejido subcutáneo, y tiene un acceso limitado al sistema inmunitario de su huésped. Sin embargo, de estos nódulos, las hembras liberan grandes cantidades de larvas, llamadas microfilarias, las cuales, en cambio, son migratorias y capaces de inducir una intensa respuesta inflamatoria, en particular cuando mueren. Se ha descubierto que, al morir, las microfilarias liberan antígenos derivados de la bacteria Wolbachia, y que disparan la respuesta inmunitaria del organismo hospedador y produciendo inflamación asociada a una significativa morbilidad. Se ha encontrado que las especies de Wolbachia se relacionan con el gusano en una endosimbiosis, tanto en O. volvulus adulto como las microfilarias, y se piensa que son el fundamento de la morbilidad del parásito. La gravedad de la enfermedad es directamente proporcional al número de microfilarias y a la fuerza de la respuesta inflamatoria resultante.

## Cuadro clínico
El compromiso en la piel consiste, clásicamente, en una intensa comezón, hinchazón, erupciones inflamadas y sarpullidos. Para categorizar el grado de gravedad dermatológica, se emplea el siguiente sistema de evaluación:
1. Dermatitis papular - pápulas pruríticas dispersas;
2. Dermatitis papular crónica - las pápulas son más notables, resultando en hiperpigmentación;
3. Dermatitis liquenificada - pápulas hiperpigmentadas con placas, edema, picazón, linfadenopatía e infecciones bacterianas secundarias;
4. Atrofia de piel - pérdida de elasticidad, llamada en algunos medios «piel de lagarto»;
5. Despigmentación - «piel de leopardo», usualmente en la parte inferior y anterior de la pierna.

El compromiso ocular le da a la enfermedad el nombre común, ceguera de los ríos. La superficie de la córnea es otra área a donde migran las microfilarias, lugar en que son nuevamente enfrentadas por el sistema inmune. En la zona de mayor daño, ocurre una queratitis punteada, la cual se aclara cuando la enfermedad mejora. Sin embargo, si la infección se vuelve crónica, puede aparecer una queratitis esclerosante, haciendo que se opaque el área afectada. Con el tiempo la córnea entera se vuelve opaca, produciendo ceguera.

## Historia
Estas son algunas de las primeras publicaciones realizadas después de haberse descubierto la enfermedad:
1. Rodolfo Robles (a través del Dr. Eduardo Aguirre Velásquez). Una nueva enfermedad ha sido diagnosticada en Guatemala. Diario La República, 29 de diciembre de 1916.
2. Rodolfo Robles (a través del Dr. Víctor Manuel Calderón). Enfermedad nueva en Guatemala. La Juventud Médica, agosto de 1917.
3. Rafael Pacheco Luna. Alteraciones de la visión en pacientes que albergan ciertos tumores filariales. A.m. J. Oftalmología, febrero de 1918.
4. Tácito Molina Izquierdo. Onchocerca sp. A. m. J. Oftalmología, abril de 1919.
5. Rodolfo Robles. Onchocercose humaine au Guatemala, produisant la cecite et l'erysipele du litoral (Erisipela de la Costa). Toro. Soc. Camino. Exot. 9 de julio de 1919.
6. Víctor Manuel Calderón. Contribución al estudio del filarido Onchocerca sp. Robles, 1915, y de las enfermedades que producen. MD, Tesis, junio de 1920.